# Гранд Мерея
Танкер-газовоз «Гранд Мерея» — был построен на верфях в Тибе, Япония, японско-российским консорциумом «Мицуи ОСК Лайнз», «Кавасаки Кисэн кабусикигайся» и «Приморское морское пароходство» (ОАО «ПМП»). Этот танкер ледового класса имеет грузоподъемность около 145 000 м³ и разработан для работы в условиях низких температур с целью круглогодичной навигации с острова Сахалин. Он зафрахтован компанией «Сахалин Энерджи» на долгосрочной основе и используется для транспортировки СПГ потребителям Азиатско-Тихоокеанского региона. Своё название танкер «Гранд Мерея» получил от названия реки на острове Сахалине, которая протекает рядом с заводом по производству СПГ.
Основные размеры:
- наибольшая длина — 289 метров;
- наибольшая ширина — 49 метров;
- высота от киля до клотика — 71 метр;
- осадка максимальная — 12 метров;
- количество груза — 147 000 м³ (100 %);
- главный двигатель — паровая турбина мощностью 32 090 л.с.;
- нормальная сервисная скорость — 19,5 узла;
- ледовый класс, специальная подготовка к зимней навигации;
- страна постройки — Япония.